# AUTO TREND.TV
『AUTO TREND.TV』（オートトレンドティービー）は、2004年から2007年までテレビ愛知で放送された期間限定の自動車情報番組。

## 概要
テレビ愛知・中日新聞社・中日スポーツの3社合同主催のカスタマイズモーターショー「ナゴヤオートトレンド」の開催期に合わせて放送されていた情報番組シリーズで、現地の模様を伝えるリポートVTRを中心に放送していた。また、2007年放送版では「チューニングスポーツJAPAN in 鈴鹿」など、同時期に開催されるモーターショーについても触れていた。出演者たちはスタジオでそれらのVTRを基にトークを展開していた。
2007年放送版では、番組のラストで表示されるエンドカードを利用して「今週のキーワード」というミニコーナーを実施していた。これは視聴者が番組からのプレゼントを得る際に必要となるキーワードを呈示していたコーナーなのだが、そのキーワードは毎回出演者・吉本衣里の衣服の下に隠されるように貼られていた。同コーナーで彼女が肩や太腿などの際どい箇所をチラリと見せる様は、この番組の見所の1つとなっていた。
その翌年の2008年3月、番組の放送は再開されないまま「ナゴヤオートトレンド2008」が開催された。

## 放送時間
いずれもJST。

### 2004年放送版
- 日曜 25:10 - 25:50 （2004年1月11日 - 2004年5月2日）

### 2005年放送版
- 木曜 25:58 - 26:28 （2005年1月13日 - 2005年3月31日）

### 2006年放送版
- 金曜 25:58 - 26:28 （2006年2月10日 - 2006年4月21日）

### 2007年放送版
- 金曜 25:58 - 26:28 （2007年1月19日 - 2007年4月6日）

## 出演者

### 2004年放送版
- DALE （ZIP-FMミュージック・ナビゲーター）
- 近藤ひでつぐ（ライター）
- 北山優奈

### 2005年放送版
- DALE
- 近藤ひでつぐ
- 早川えみ
- 柴田なつき（でちゃう!ガールズ）
- 美咲ゆか（でちゃう!ガールズ）
- 石垣まや（でちゃう!ガールズ）
- 多賀のぞみ（でちゃう!ガールズ）

### 2007年放送版
- DALE
- 近藤ひでつぐ
- 吉本衣里（でちゃう!ガールズ）
- 中村公（カスタムジャーナリスト）

## エンディングテーマ
- Over the Rainbow (BANANA) - 2006年放送版・2007年放送版のエンディングテーマ。